# Cryptocarya concinna
Cryptocarya concinna är en lagerväxtart som beskrevs av Henry Fletcher Hance. Cryptocarya concinna ingår i släktet Cryptocarya och familjen lagerväxter. Inga underarter finns listade i Catalogue of Life.